# Juridiska föreningen
Juridiska föreningen, JF, är en studentförening för juridikstuderande vid universitet. Det finns sju juridiska föreningar i Sverige, en på varje studieort som innehar examinationsrätt för Juristexamen (Göteborgs, Lunds, Stockholms, Umeå, Uppsala, Örebro och Karlstads universitet). Föreningarna är fristående från varandra men påminner mycket om varandra och har även en del samarbete.
Som samarbetsorgan för de olika föreningarna finns sammanslutningen 'JURO' (Juris studerandes riksorganisation).